# برينت هارفي
برينت هارفي (بالإنجليزية: Brent Harvey)‏ هو لاعب كرة قدم أسترالية أسترالي، ولد في 14 مايو 1978.

## وصلات خارجية
- برينت هارفي على موقع AustralianFootball.com (الإنجليزية)
- برينت هارفي على موقع AFLtables.com (الإنجليزية)
- برينت هارفي على موقع قاعدة بيانات المصارعة على الإنترنت (الإنجليزية)